# Л'Ил Бизар Сент Женевјев
Л'Ил Бизар Сент Женевјев (фр. L'Île-Bizard–Sainte-Geneviève) је једна од 19 општина Монтреала. Општина је образована 1. јануара 2002. Сент Ан де Белви је првобитно био део општине, али се издвојио 2006. после референдума.